# Woulky
Woulky  (ou Woulki, Wulk, Oulky, Oulki) est un canton ou une localité du Cameroun dans la commune de Makary, le département du Logone-et-Chari et la Région de l'Extrême-Nord, au sud du lac Tchad.  

## Population
Lors du recensement de 2005, on a dénombré 4 252 personnes dans le canton de Woulky.
En 2013, le plan communal de développement (PCD) de Makary évalue le nombre d'habitants à 3 846.